# Aristarch Sinkel
Aristarch Sinkel (* 30. Novemberjul. / 13. Dezember 1912greg. in Virtsu; † 25. September 1988 in Pärnu) war ein estnischer Schriftsteller.

## Leben
Aristarch Sinkel ging in Võru zur Schule und studierte anschließend an der Universität Tartu Rechtswissenschaft. Nach dem Studienabschluss 1935 war er eine Weile arbeitslos. 1941 wurde er Richter auf Hiiumaa, von 1942 bis 1944 war er beim Liegenschaftsamt in Pärnu angestellt, danach bis 1980 juristischer Berater der dortigen Handelsverwaltung.

## Werk
Aristarch Sinkel veröffentlichte seine ersten Texte Ende der 1940er-Jahre und debütierte 1950 mit einem Schauspiel. Größere Bekanntheit erlangte er jedoch mit dem historischen Roman Unter dem Joch des schwarzen Kreuzes (1956), der ein breitangelegtes Panorama von Vorgeschichte und Verlauf des Aufstands in der Georgsnacht von 1343 ist. Der Roman wurde von der Kritik durchaus gelobt, konnte aber nicht an seine berühmten Vorgänger – etwa Eduard Bornhöhe, der das gleiche Thema behandelte, oder Eduard Vilde – heranreichen. Sein zweiter historischer Roman spielt in der Zeit des Großen Nordischen Krieges und wurde für die realistische Darstellung der ländlichen Bevölkerung gelobt, während ihm stellenweise auch historische Ungenauigkeit vorgeworfen wurde. Der dritte Roman, Lembitu, spielt im 13. Jahrhundert und blieb zunächst Manuskript. Er wurde postum 2008 publiziert.
Außerdem veröffentlichte Sinkel einige Bände mit Humoresken und Feuilletons.

## Bibliografie
- Võidetud rabaveed. Näidend 1-es vaatuses ('Das bezwungene Moorwasser. Schauspiel in einem Akt'). Tallinn: Eesti NSV Ajalehtede-Ajakirjade Kirjastus, 1950. 15 S.
- Musta risti ikke all ('Unter dem Joch des schwarzen Kreuzes'). Tallinn: Eesti Riiklik Kirjastus 1956. 448 S.
- Mõõgaga mõõdetud maa ('Das mit dem Schwert vermessene Land'). Tallinn: Eesti Riiklik Kirjastus 1959. 640 S.
- Saunapäev ('Saunatag'). Tallinn: EKP Keskkomitee 1967. 94 S.
- Päikeseprillid ('Sonnenbrille'). Tallinn: EKP Keskkomitee 1971. 96 S.
- Lembitu ('L.'). Tallinn: Revelex Kirjastus 2008. 463 S.